# Aminata Dramane Traoré
Aminata Dramane Traoré (Bamako, 26 luglio 1947) è una politica e scrittrice maliana.

## Biografia
Si è laureata in Francia all'Università di Caen con un dottorato in Psicologia Sociale ed un diploma in Psicopatologia. Ricercatrice in scienze sociali, insegna all'Università di Abidjan in Costa d'Avorio.
Fondatrice del Forum Sociale Africano ed ex Ministro della Cultura del Mali, vive a Bamako, è autrice di libri tradotti in inglese e italiano. Da anni denuncia le storture del liberismo e l'impatto sulle popolazioni dell'Africa, considerato come responsabile del mantenimento della povertà in Mali ed in Africa. Aminata sostiene che i coltivatori di cotone del Mali, Niger e Ciad, producono una gran quantità di cotone ma hanno grandi difficoltà ad esportarlo per la presenza sul mercato mondiale del cotone prodotto dagli Stati Uniti d'America dove vengono dati ingenti sussidi alla propria produzione rendendo il cotone statunitense più competitivo di quello maliano.

## Opere
- L'Etau – edizioni Actes Sud, 1999
- Le Viol de L'Imaginaire edizioni Fayard, 2002
- Lettre au présidente des Francais à propos de la Cote-d'Ivoire ed de l'Afrique en general, edizioni Fayard, 2005
- L'Afrique humiliée, edizioni Fayard, 2008
- L'immaginario violato, edizioni Ponte alle grazie, 2002
- La morsa. L'Africa in un mondo senza frontiere, edizioni Ibis, 2003

## Filmografia

### Attrice
- Pas assez de volume! - Notes sur l'OMC, regia di Vincent Glenn - documentario (2004)
- Bamako, regia di Abderrahmane Sissako (2006)
- Le point de vue du lion, regia di Didier Awadi - documentario (2011)
- Je me suis fait tout petit, regia di Cécilia Rouaud (2012)
- 15 avril, regia di Ibrahim Olukunga (2012)
- Gagarin (Gagarine), regia di Fanny Liatard e Jérémy Trouilh (2020)

## Trasmissioni televisive
- Thé ou café - talk-show (2008)
- Ce soir (ou jamais!) - talk-show (2008-2012)

## Riconoscimenti
- Prix Ciwara
  - 1995 - Ciwara d’excellence
- Prix du Prince Claus
  - 2004 - Prix du Prince Claus per la Cultura